# Kim Jae-hwan
Kim Jae-hwan (hangul: 김 재환), född den 8 februari 1966, är en sydkoreansk handbollsspelare.
Han tog OS-silver i herrarnas turnering i samband med de olympiska handbollstävlingarna 1988 i Seoul.